# Idiosepius notoides
Idiosepius notoides är en bläckfiskart som beskrevs av Berry 1921. Idiosepius notoides ingår i släktet Idiosepius och familjen Idiosepiidae. IUCN kategoriserar arten globalt som otillräckligt studerad. Inga underarter finns listade i Catalogue of Life.